# Vietnam Requiem
Vietnam Requiem va ser un documental de televisió closeup d'ABC News dirigit per Bill Couturié i Jonas McCord i fotografiat per Ted Haimes. Va ser filmat en 1982, i transmès el 1984 sobre el trastorn per estrès posttraumàtic sofert pels veterans. Va proporcionar una part substancial de les mostres de so utilitzades per Paul Hardcastle en la seva cançó "19" el 1985.
La pel·lícula inclou entrevistes a cinc veterans de la guerra de Vietnam que eren a presó per crims comesos després de llicenciar-se, interrelacionats amb imatges de l'època de la guerra, amb narració de Peter Thomas.

## Repartiment
- Raymond Baker - Ell mateix
- Albert Allen Dobbs - Ell mateix
- Duane Maybee - Ell mateix
- James McAllister - Ell mateix
- Kenneth Patterson - Ell mateix
- Peter Thomas - Narrador (veu)

## Premis i nominacions
- 1982, nominat als Emmy pel Destacat Assoliment en la realització de Programació de Notícies i Documentals - Cinematografia per a Ted Haimes
- 1982 guanyador del Premi Peabody per ABC.[3]
- Premis Ondas 1983 - Premi internacional de televisió.[4]